# Choi Hyun
Choi Hyun (최현?, 崔炫?; Pusan, 7 novembre 1978) è un ex calciatore sudcoreano, di ruolo portiere.